# Cattiite
La cattiite è un minerale.

## Etimologia
Il nome è in onore del professore di fisica chimica italiano Michele Catti (1945-).